# Diapetimorpha bispinosa
Diapetimorpha bispinosa là một loài tò vò trong họ Ichneumonidae.